# (100670) 1997 WV50
(100670) 1997 WV50 es un asteroide perteneciente al cinturón de asteroides descubierto el 29 de noviembre de 1997 por el equipo del Lincoln Near-Earth Asteroid Research desde el Laboratorio Lincoln, Socorro, Nuevo México, Estados Unidos.

## Designación y nombre
Designado provisionalmente como 1997 WV50.

## Características orbitales
1997 WV50 está situado a una distancia media del Sol de 2,684 ua, pudiendo alejarse hasta 2,930 ua y acercarse hasta 2,438 ua. Su excentricidad es 0,091 y la inclinación orbital 3,266 grados. Emplea 1606,54 días en completar una órbita alrededor del Sol.

## Características físicas
La magnitud absoluta de 1997 WV50 es 15,5.